# Ván trượt

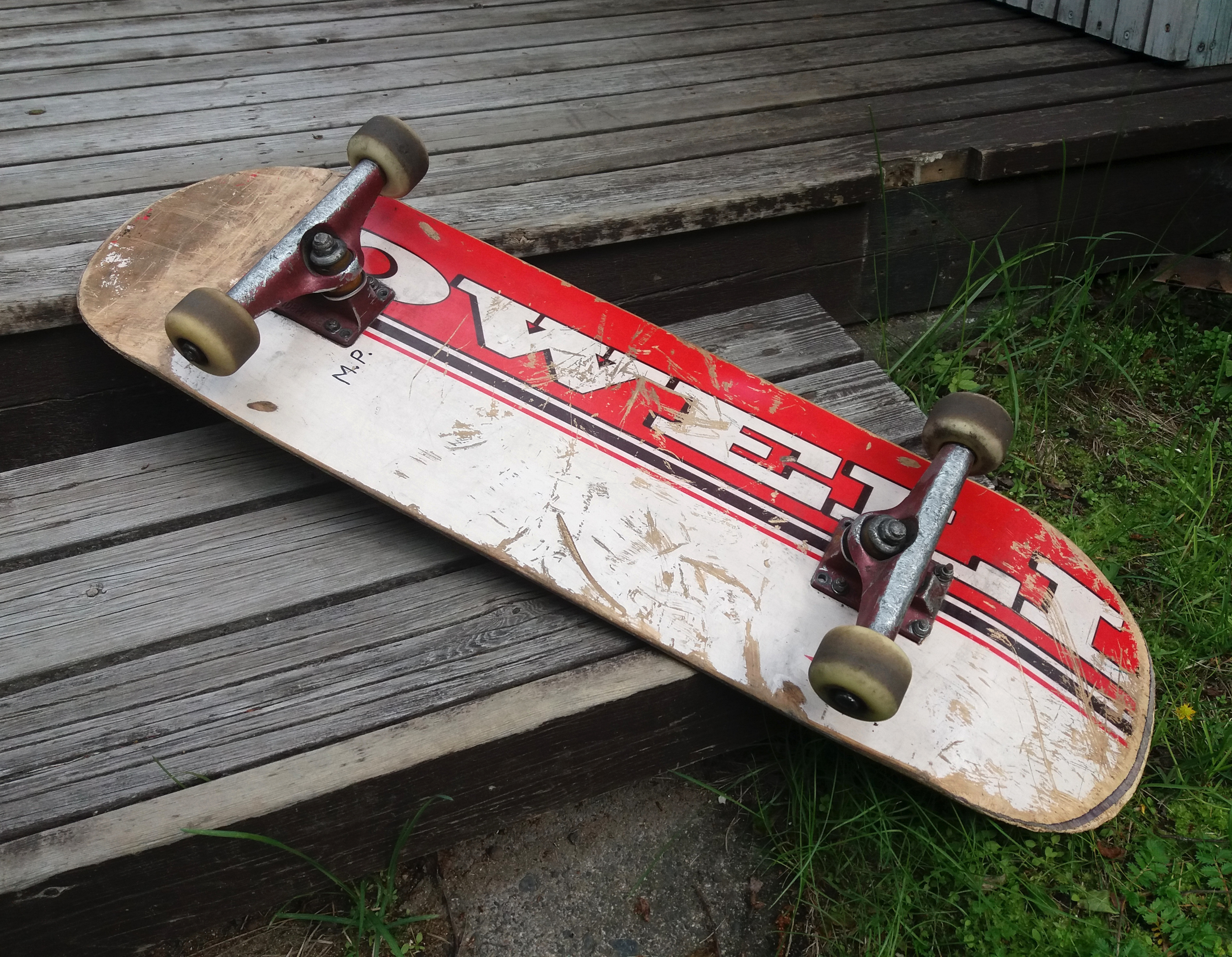
Một tấm ván trượt ở Phần Lan

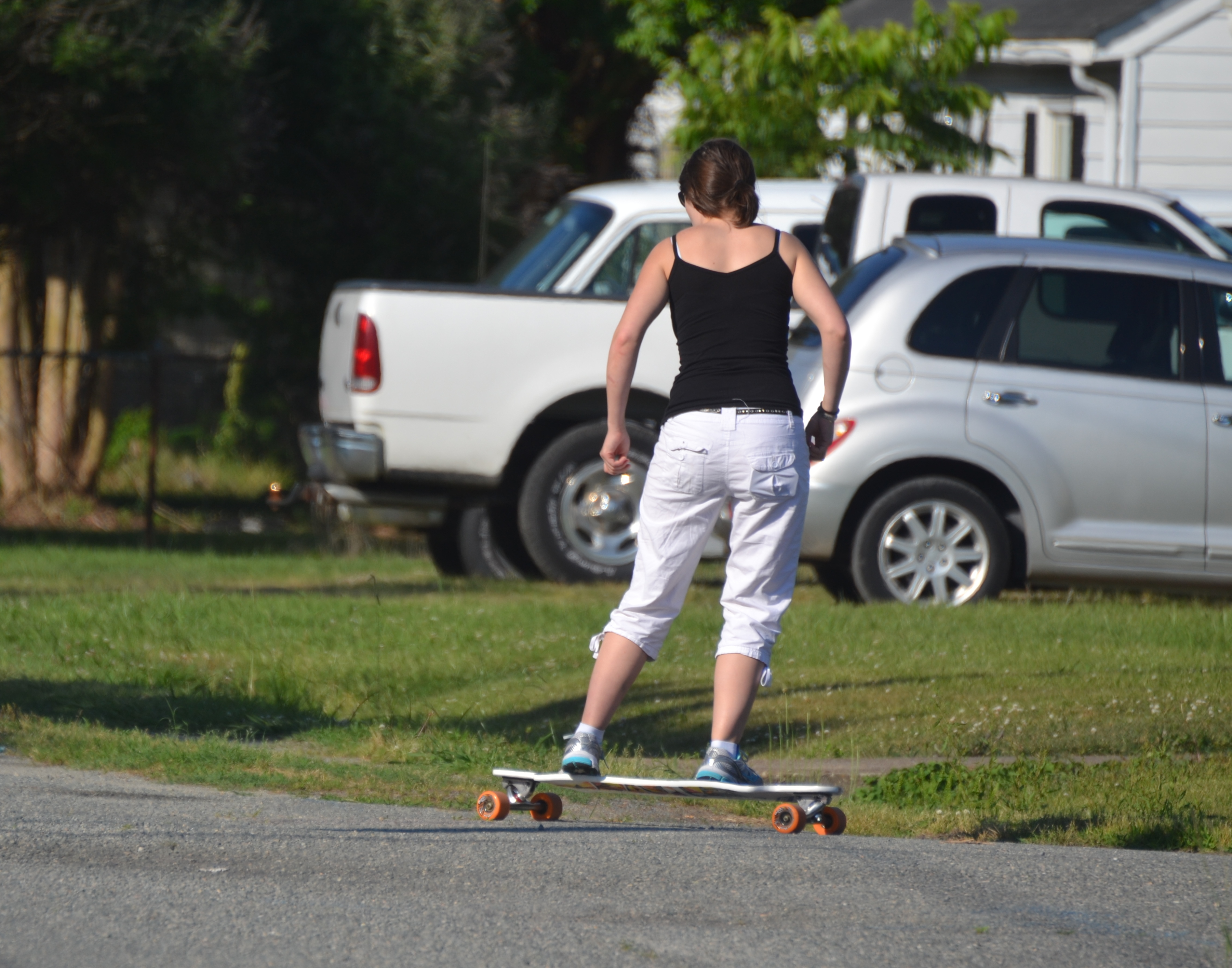
Một phụ nữ và ván trượt

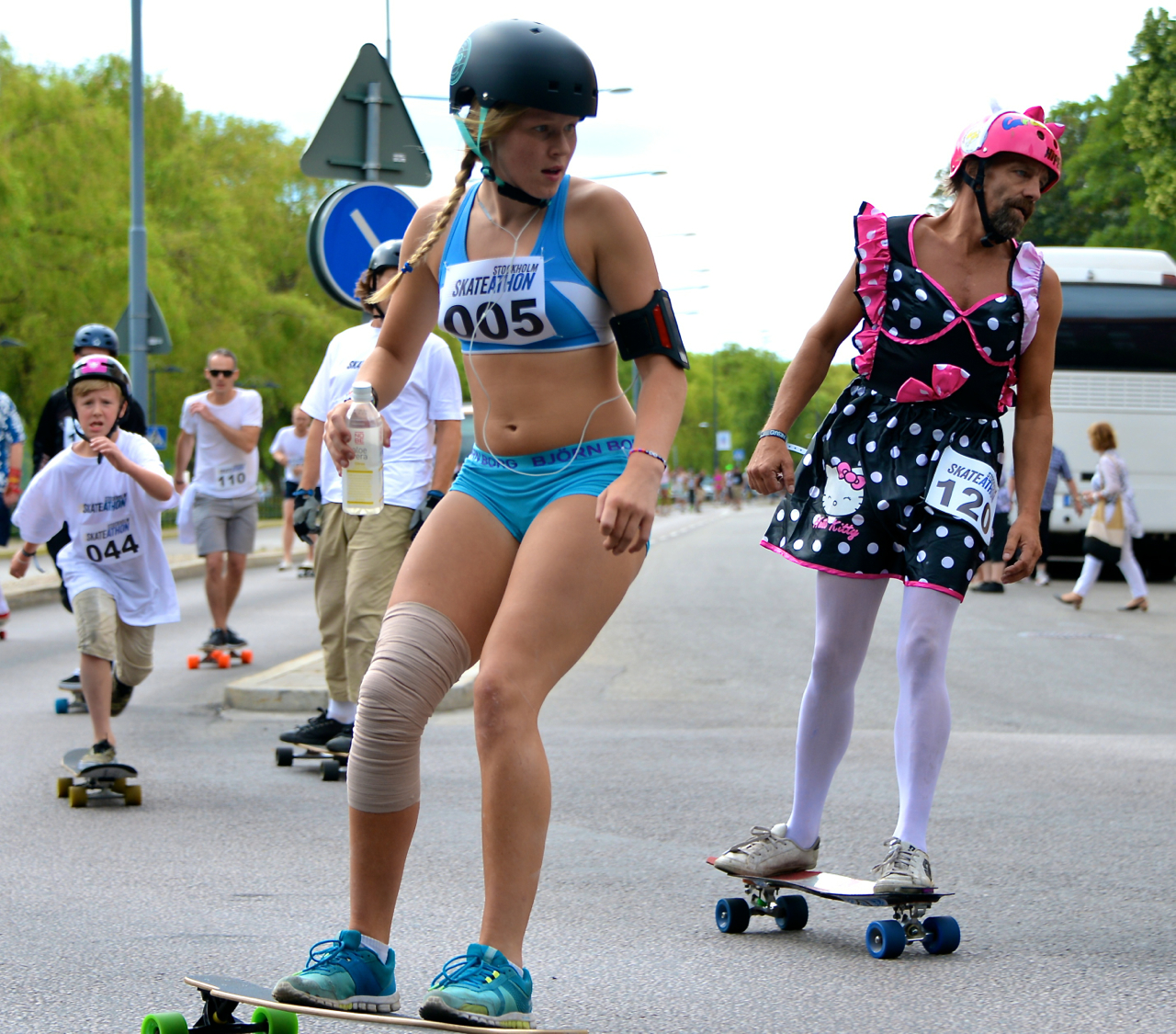
Một người chơi ván trượt ở Stockholm

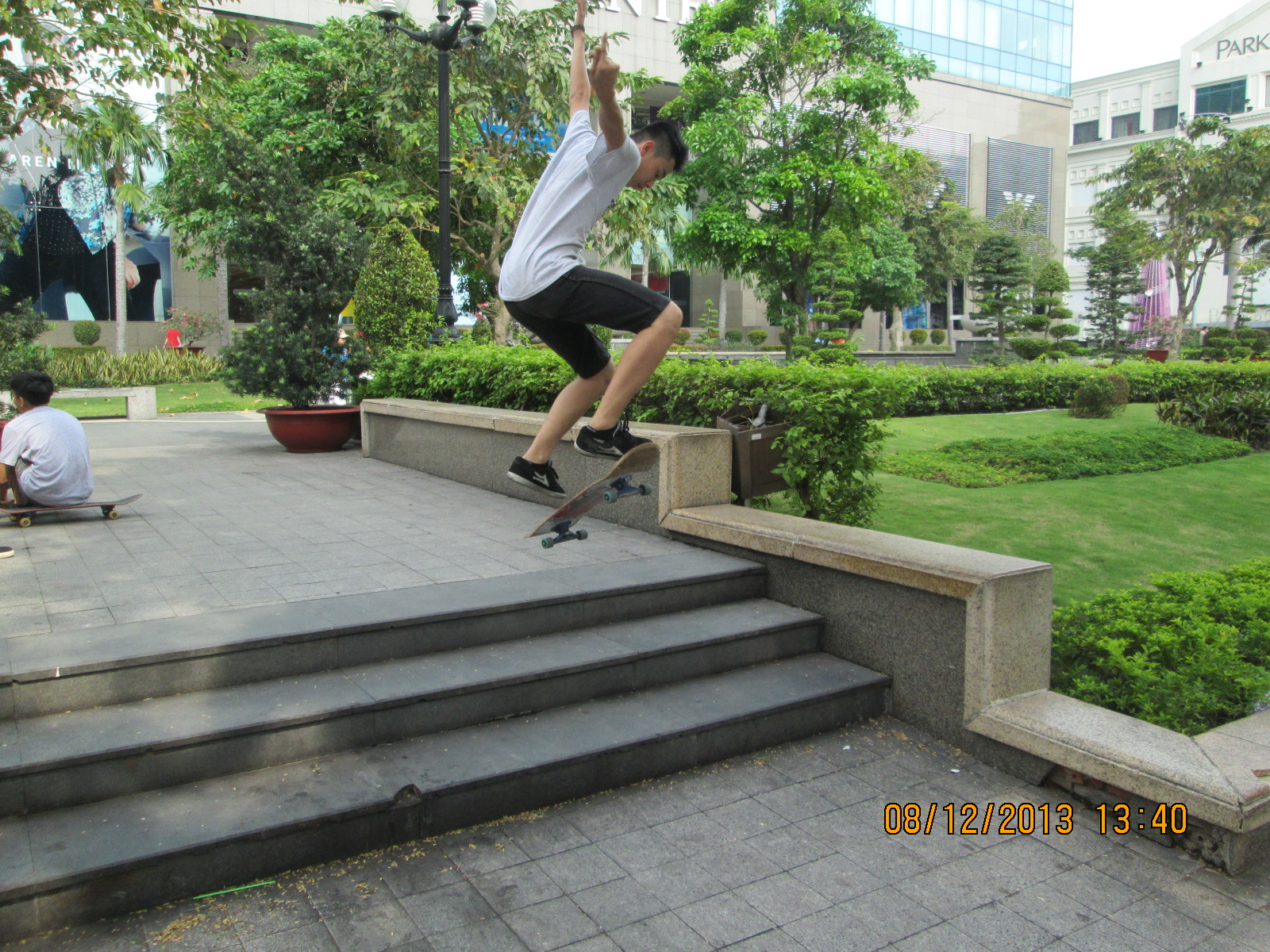
Một thanh niên chơi ván trượt ở thành phố Hồ Chí Minh

Ván trượt (Skateboard) là một loại thiết bị thể thao được sử dụng để trượt ván. Ván trượt thường được làm bằng ván ván ép từ gỗ cây phong với từ 7–8 lớp được thiết kế đặc biệt và có bánh xe polyurethane gắn vào mặt dưới bằng một cặp xe trượt ván. Ván trượt di chuyển bằng cách đẩy bằng một chân trong khi chân kia giữ thăng bằng trên ván. Ván trượt cũng có thể được sử dụng bằng cách đứng trên ván khi đang ở trên dốc xuống và để trọng lực đẩy ván và người trượt. Nếu chân trước của người trượt là chân trái, họ được cho là trượt "bình thường" còn ngược lại, nếu chân trước của họ là chân phải thì họ được cho là trượt "ngớ ngẩn". Có hai loại ván trượt chính là ván dài và ván ngắn. Hình dạng của ván cũng rất quan trọng, ván trượt phải lõm để thực hiện các động tác được thuận lợi.
Môn trượt ván như hiện nay, có lẽ đã ra đời vào khoảng cuối những năm 1940, hoặc đầu những năm 1950, khi người chơi lướt sóng ở California muốn làm gì đó khi cơn sóng phẳng. Ván trượt đầu tiên được làm từ giày trượt patin gắn vào một tấm ván. Trượt ván trở nên phổ biến vì môn lướt sóng, trượt ván ban đầu được gọi là "lướt sóng vỉa hè". Ván trượt đầu tiên được làm thủ công từ những hộp gỗ và ván, các công ty bắt đầu sản xuất ván trượt vào năm 1959, khi môn thể thao này trở nên phổ biến hơn. Trượt ván là một hoạt động rất riêng tư và nó vẫn tiếp tục phát triển. Từ năm 1987, do sự chú ý trong các bộ phim, phương tiện truyền thông và sản phẩm chính thống như trò chơi điện tử trượt ván, ván trượt trẻ em và thương mại hóa, trượt ván đã được đưa vào xu hướng chính thống. Khi ngày càng có nhiều sự quan tâm và đầu tư tiền bạc vào trượt ván, ngày càng có nhiều công viên trượt ván (Skatepark) và ván trượt tốt hơn. Ngoài ra, sự quan tâm liên tục đã thúc đẩy các công ty trượt ván tiếp tục đổi mới và phát minh ra những điều mới mẻ. Trượt ván xuất hiện lần đầu tiên tại Thế vận hội mùa hè 2020.